# Musée du Fort de Leveau
Pour les articles homonymes, voir Leveau.
Le Musée du Fort de Leveau est situé à Feignies (Nord, France). La mairie en est aujourd'hui propriétaire.

## Historique
Construit entre 1882 et 1884 dans le cadre du programme du général Séré de Rivières de 1874, le fort de Leveau fait partie avec Boussois, Les Sarts, Hautmont, Cerfontaine et le Bourdiau, des six forts construits en périphérie de Maubeuge pour mettre la ville à l'abri des bombardements d'artillerie. Il se situe à 3 250 mètres au nord-ouest de la place et occupe une superficie totale de 8 ha et 25 a. Le fort a été bombardé par les Allemands le 7 septembre 1914 causant la mort de 120 hommes.
Par le décret du 21 janvier 1887, le ministre de la Guerre Georges Boulanger renomme tous les forts, batteries et casernes avec les noms d'anciens chefs militaires. Pour le fort de Leveau, son « nom Boulanger » de fort Shouller est en référence au général Jean-Baptiste-Nicolas Schouller (1779-1853, gouverneur de Maubeuge en 1814) : le nouveau nom est gravé au fronton de l'entrée. Dès le 13 octobre 1887, le successeur de Boulanger au ministère, Théophile Ferron, abroge le décret. Le fort reprend officiellement son nom précédent, tout en gardant le nom Boulanger à son fronton.
Aujourd'hui, propriété de la ville de Feignies, il est l'un des derniers témoins de Maubeuge la Militaire en 1914.
L'association « Sauvegarde du fort de Leveau » est née en 1993 et travaille depuis, en collaboration avec la municipalité, à la restauration des lieux. Son but est de redonner au site son aspect d'origine, tout en conservant la trace des combats du passé.

## Collections
Chaque année, au mois d'avril, le fort Leveau accueille l'exposition annuelle des voitures anciennes.

## Protection des chauves-souris
Une partie du fort Leveau a aménagé, le puits d'une tourelle et un tunnel, afin de servir de lieu d'hibernation pour les chauves-souris. Cinq races de chauves-souris sont présentes : Murin de Daubenton, Murin à moustaches, Murin de Netterer, Pipistrelle et Oreillard roux.